# Юханссон, Маттиас
Маттиас Эрик Юханссон (швед. Mattias Erik Johansson; 16 февраля 1992, Йёнчёпинг, Швеция) — шведский футболист, защитник. Выступал за сборную Швеции.

## Клубная карьера

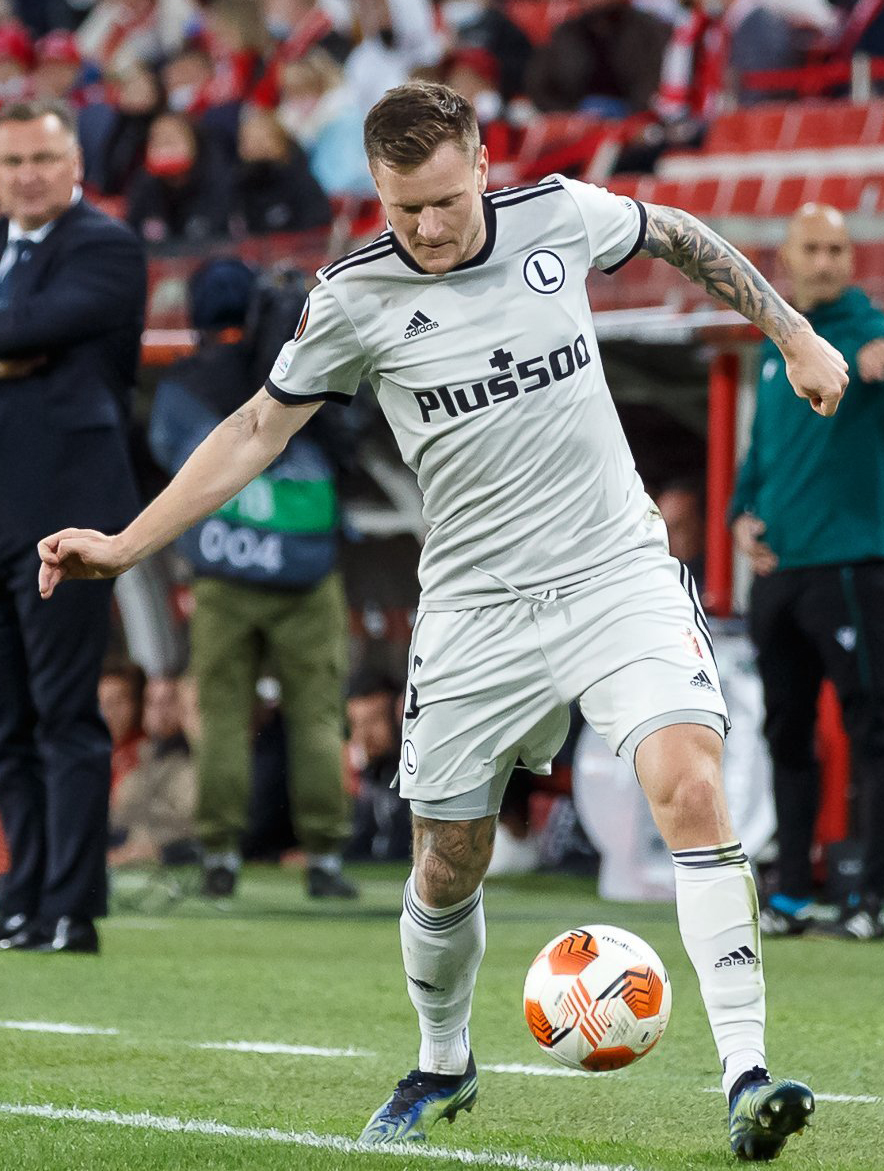
Юханссон в составе «Легии»

Юханссон — воспитанник клубов «Хальби» и «Кальмар». 17 октября 2010 в матче против ГАИСа он дебютировал в Аллсвенскане в составе последнего. 14 мая 2011 года в поединке против «Хеккена» Маттиас забил свой первый гол за «Кальмар». В начале 2012 года Юханссон перешёл в нидерландский АЗ. Сумма трансфера составила 1,5 млн евро. 1 апреля в матче против «Витесса» он дебютировал в Эредивизи. В 2013 году Юханссон помог команде завоевать Кубок Нидерландов. 3 августа того же года в поединке против «Херенвена» Маттиас забил свой первый гол за АЗ.
Летом 2017 года Юханссон перешёл в греческий «Панатинаикос». 20 августа в матче против «Платаниаса» он дебютировал в греческой Суперлиге. 20 января 2018 года в поединке против «Керкиры» Маттиас забил свой первый гол за «Панатинаикос».
Летом 2020 года Юханссон подписал контракт с турецким «Генчлербирлиги». 13 сентября в матче против «Антальяспора» он дебютировал в турецкой Суперлиге. 4 апреля 2021 года в поединке против «Аланьяспора» Маттиас забил свой первый гол за «Генчлербирлиги». Летом того же года Юханссон присоединился к польской «Легии». 7 июля в поединке квалификации Лиги чемпионов против норвежского «Будё-Глимт» Маттиас дебютировал за основной состав.

## Международная карьера
28 мая 2014 года в товарищеском матче против сборной Дании Юханссон дебютировал за сборную Швеции. 8 октября 2020 года в поединке против сборной России он забил свой первый гол за национальную команду.

### Голы за сборную Швеция
| #   | Дата           | Место                     | Противник | Счёт | Результат | Соревнование      |
| --- | -------------- | ------------------------- | --------- | ---- | --------- | ----------------- |
| 01. | 8 октября 2020 | ВЭБ Арена, Москва, Россия | Россия    | 0:2  | 1:2       | Товарищеский матч |

## Достижения
Командные
 АЗ
- Обладатель Кубка Нидерландов — 2012/2013